# Бендерська фортеця
Бендерська фортеця  (рум. Cetatea Bendér (Tighína)) — фортеця, споруджена в 1538—1541 роках під керівництвом архітектора Сінана на правому березі річки Дністра у місті Бендери (Молдова).

## Зовнішній вигляд
Бастіонна фортеця займає площу в 20 гектарів та складається з сухого рову, земляних укріплень за ним, мурованих стін з баштами (які поділяються на верхню та нижню частини), центру фортеці (цитаделі).

## Історія
Звели фортецю на місці колишньої митниці за наказом Сулеймана І Пишного. Автором проекту був відомий турецький архітектор Сінан, а найперший опис форпосту залишив відомий турецький мандрівник 17 століття Евлія Челебі. Фортеця вважалася однією з найсильніших у Придністров'ї. Її неодноразово і безуспішно пробували захопити. 
У 1709 році саме сюди після Полтавської битви відступив гетьман Іван Мазепа, де й помер.
Російська імперія загарбала фортецю у 1806 року, свого часу її відвідав Пушкін.
На початку 1990-х місто постраждало унаслідок російського вторгнення та подальшої окупації, проте, навіть зараз тут проводяться екскурсії.
9 квітня 2010 року на території фортеці було відкрито пам'ятник Конституції Пилипа Орлика, встановлений на честь її 300-річчя. Пам'ятний знак споруджено у вигляді книги, на якій викарбувано інформацію про історію написання Конституції, її повну назву українською та латинською мовами.

## Галерея

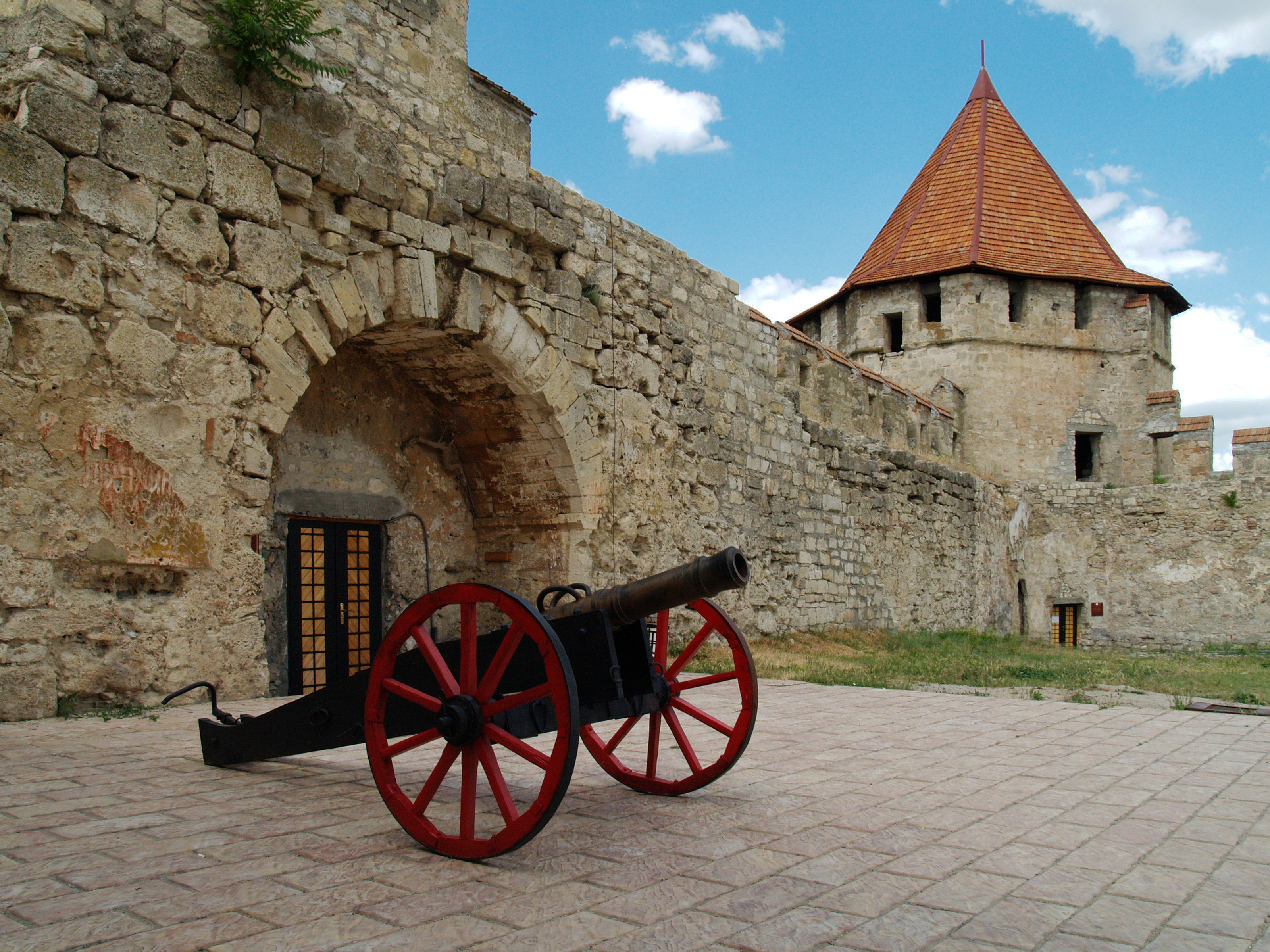
Північна стіна
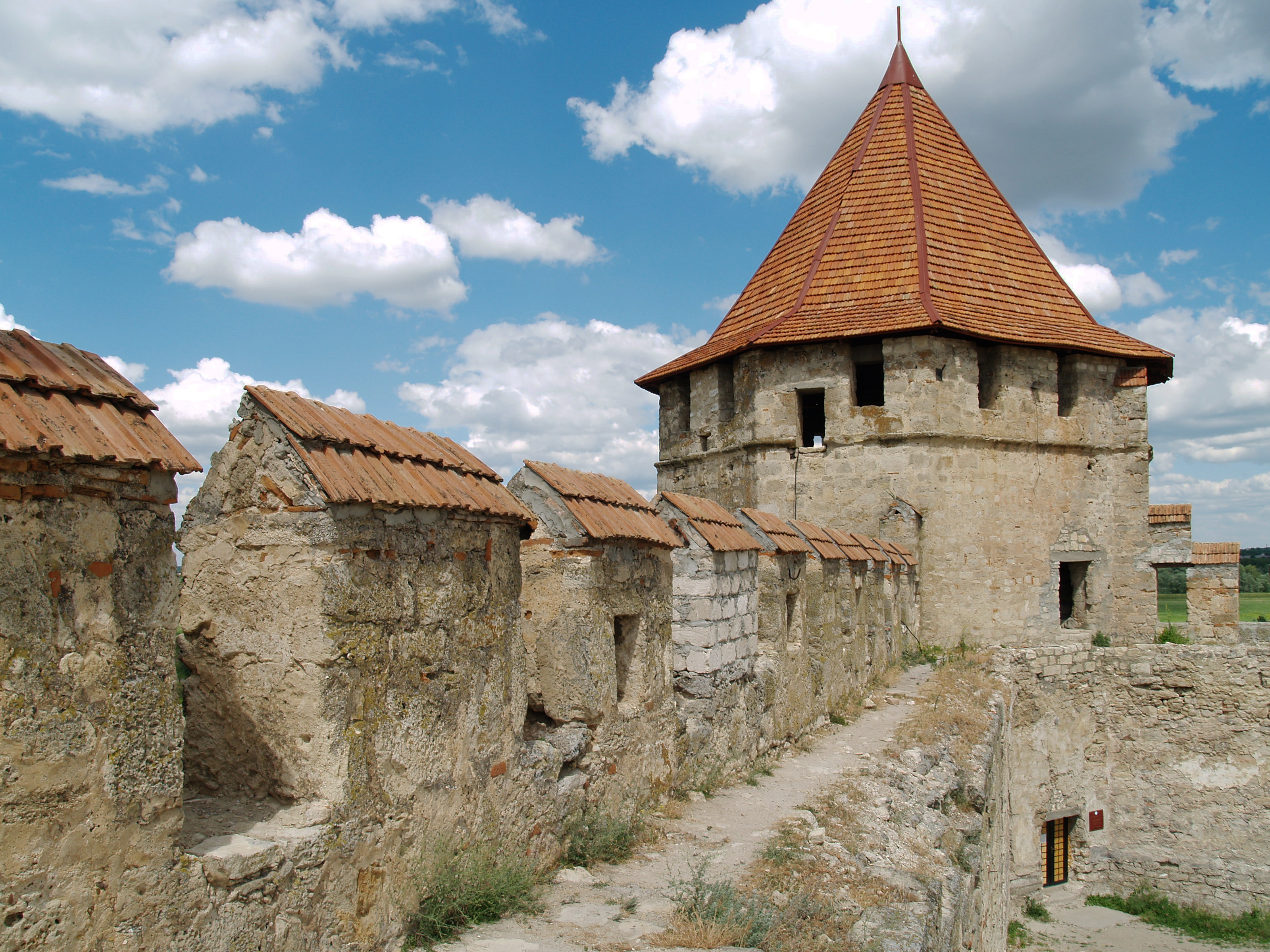
Північна стіна
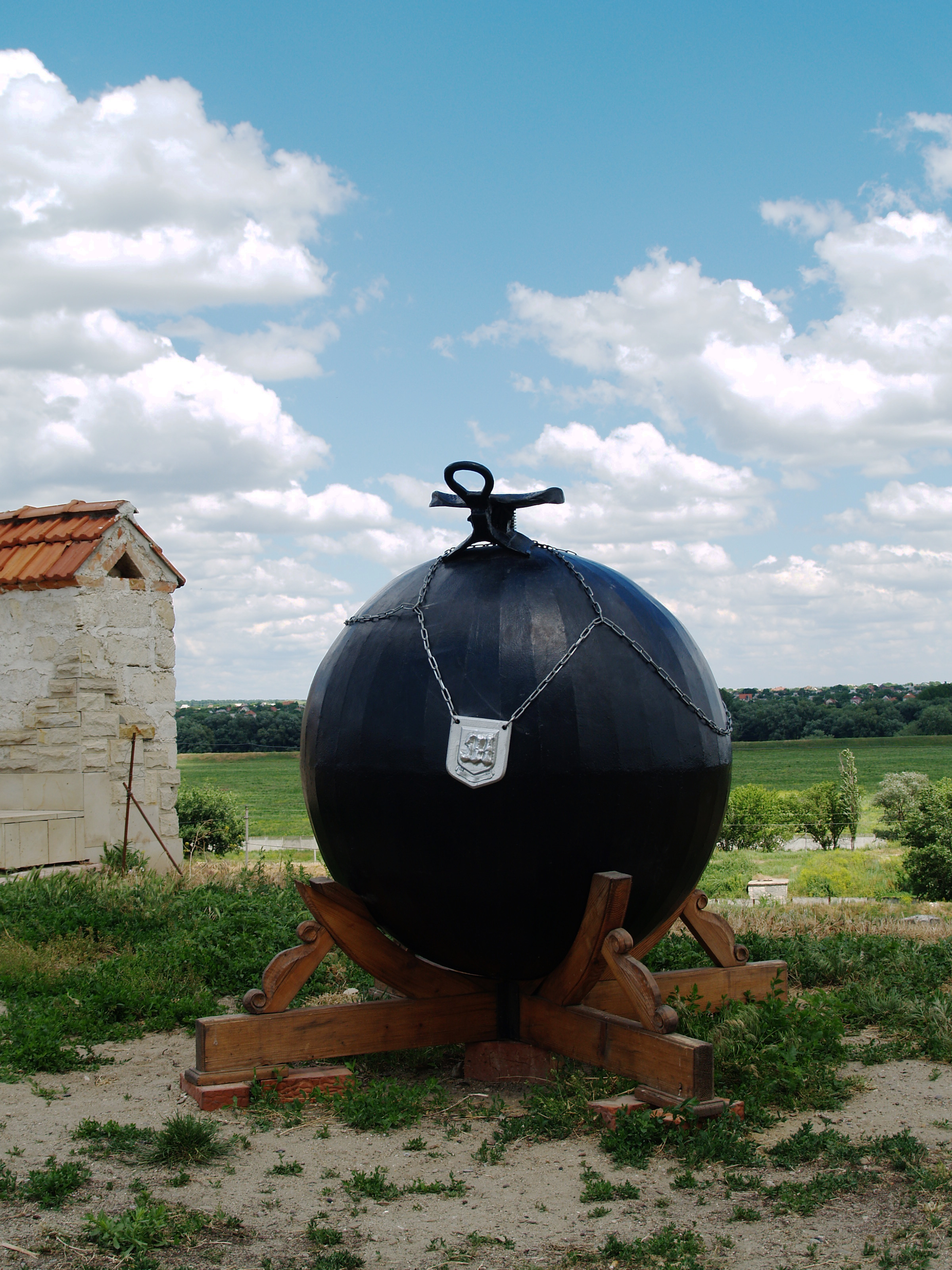
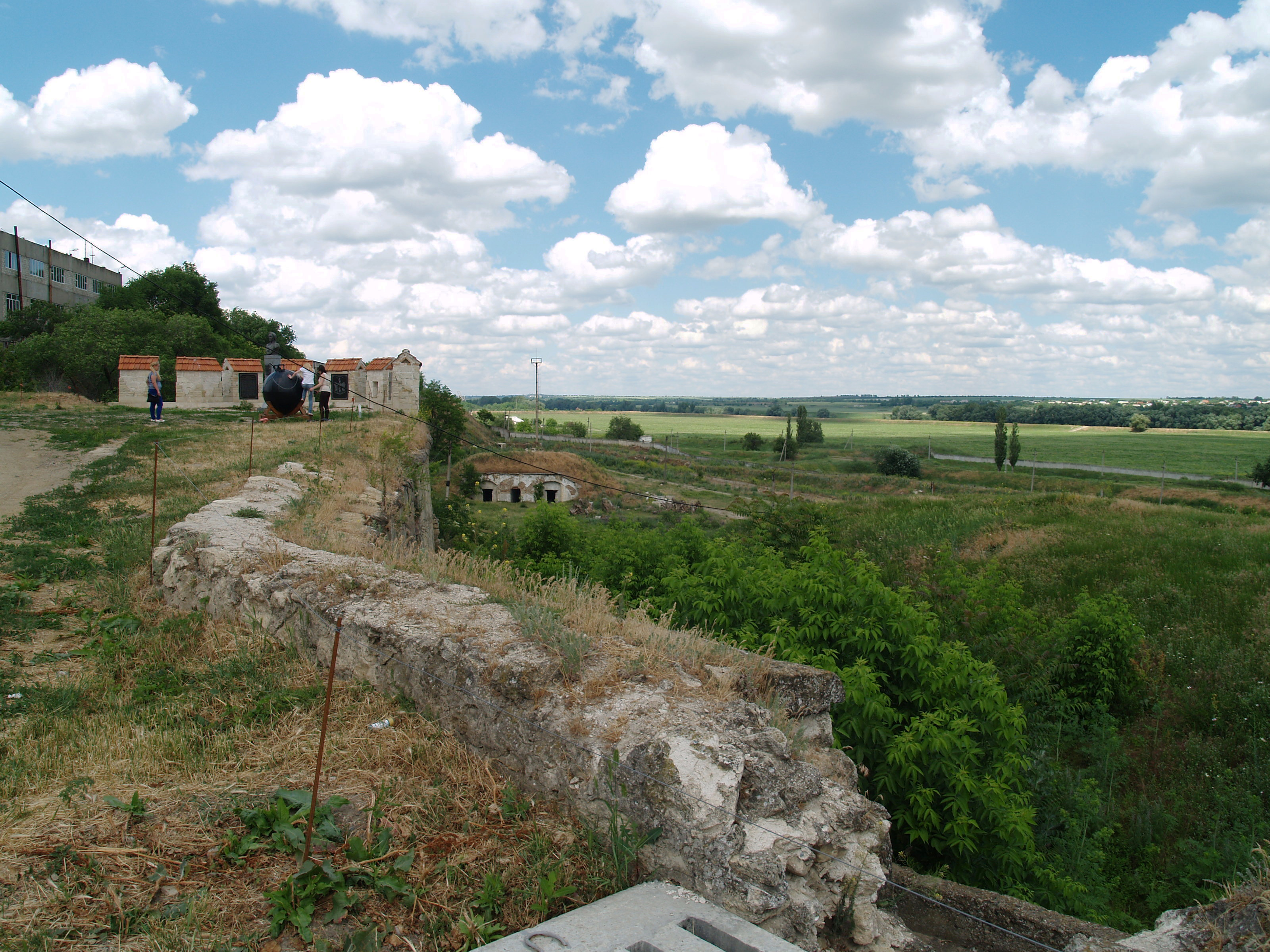
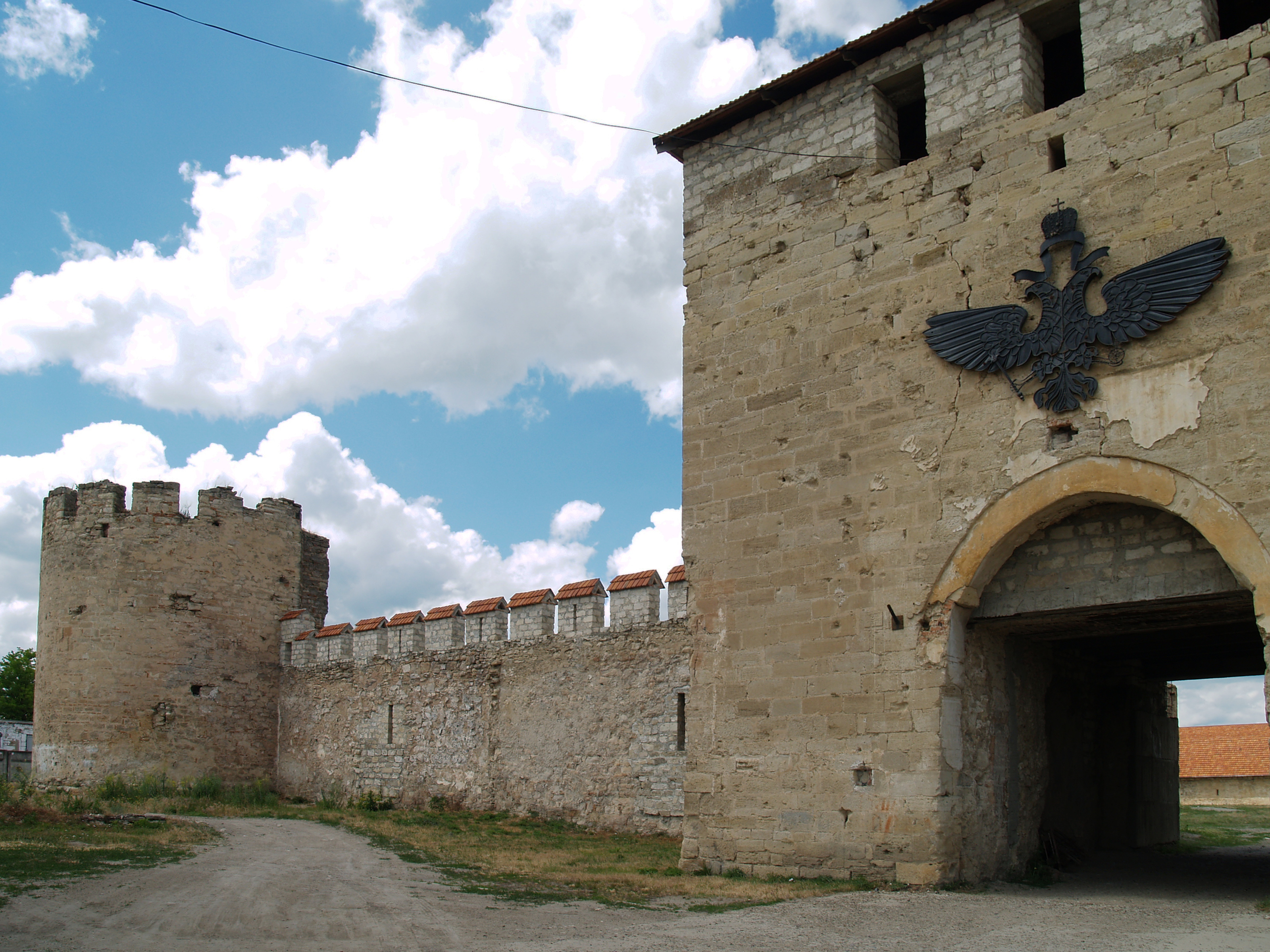
Південна стіна
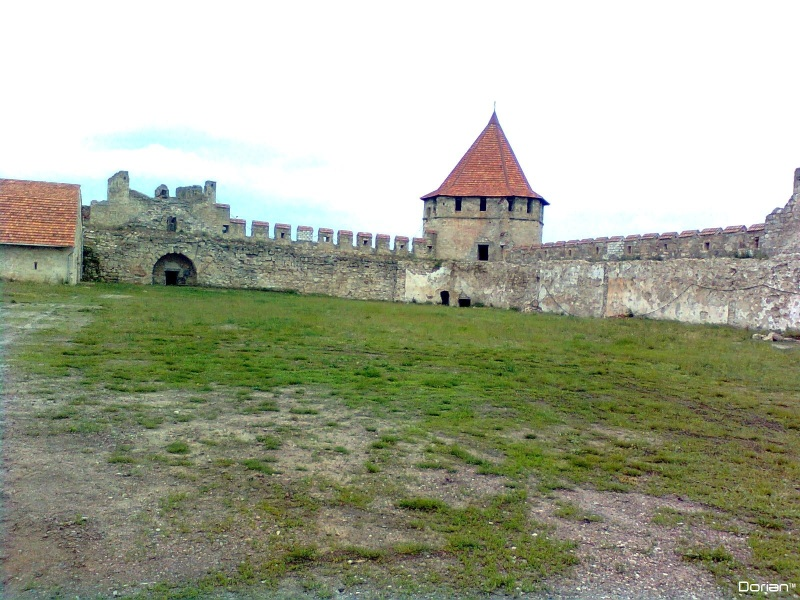
Всередині фортеці
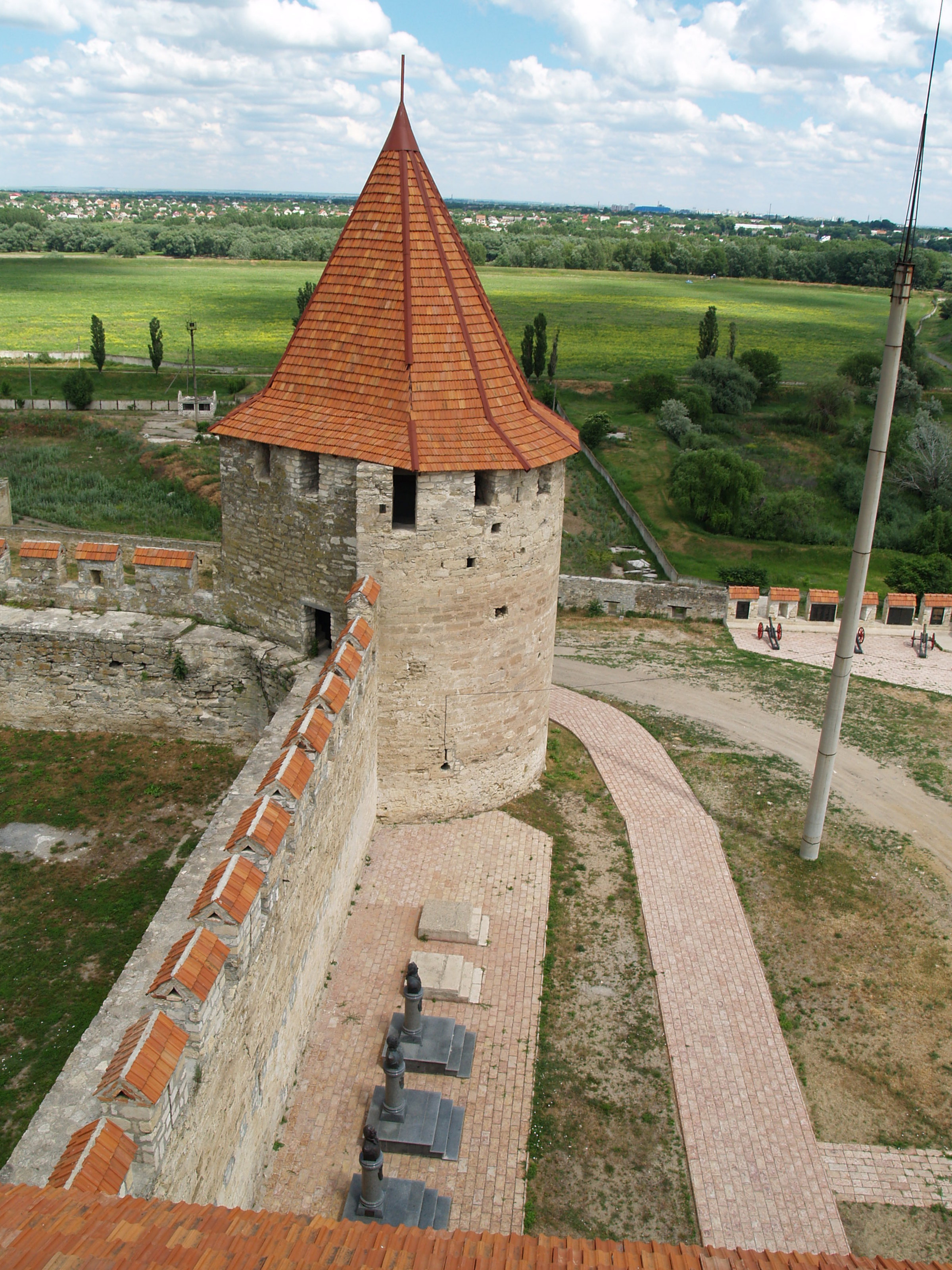
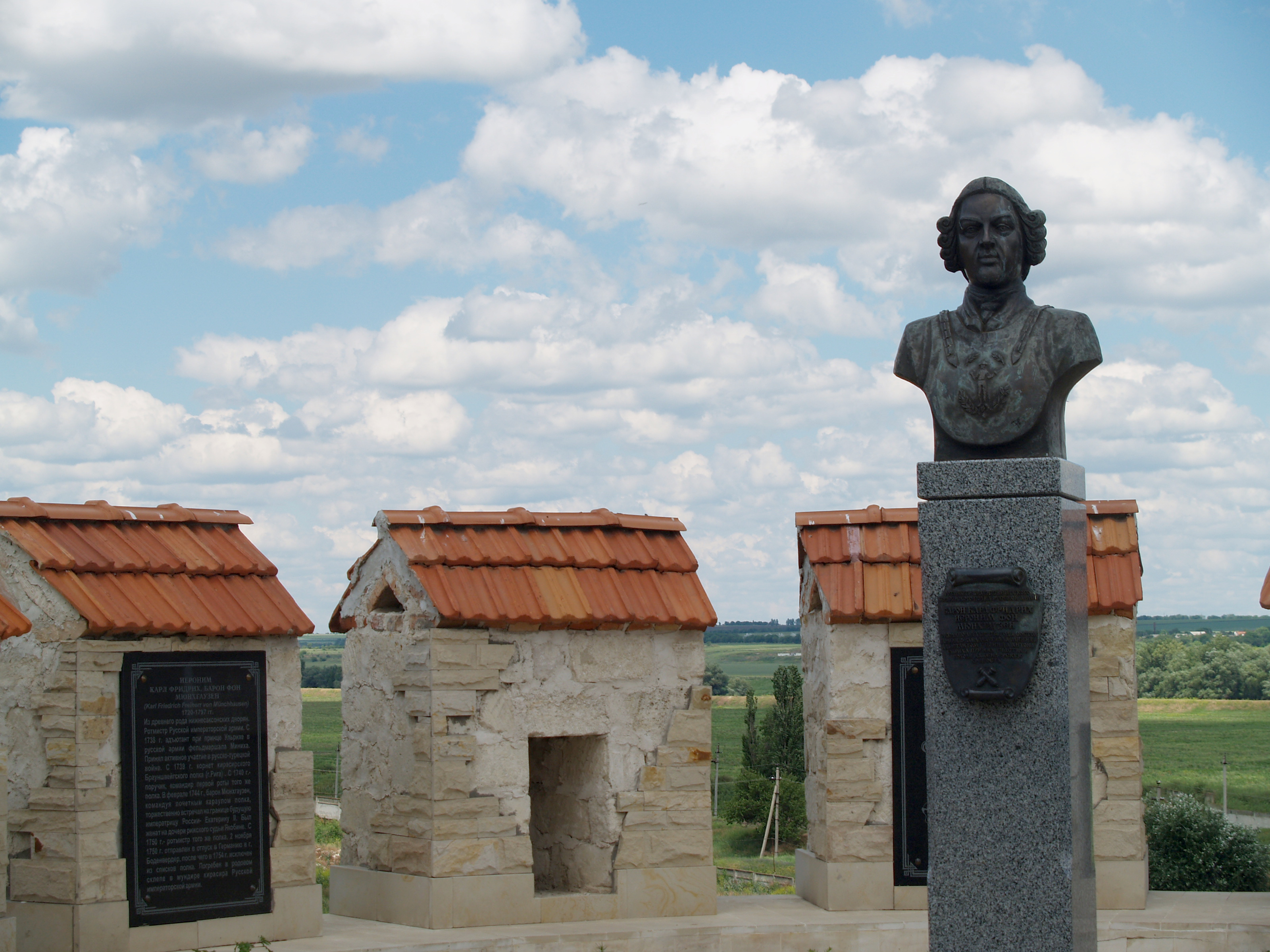
Барон Мюнхаузен
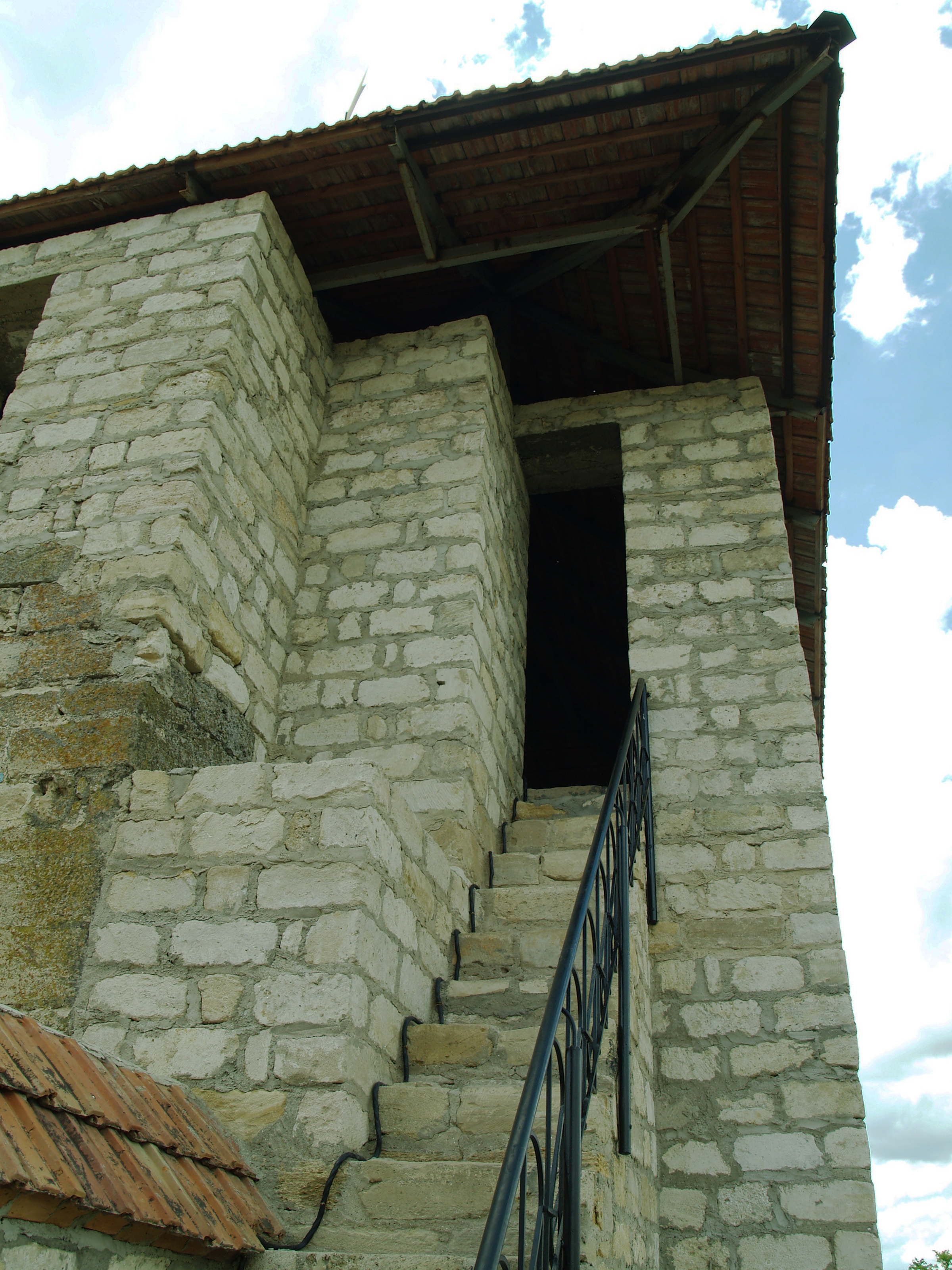
Башта на піденній стороні
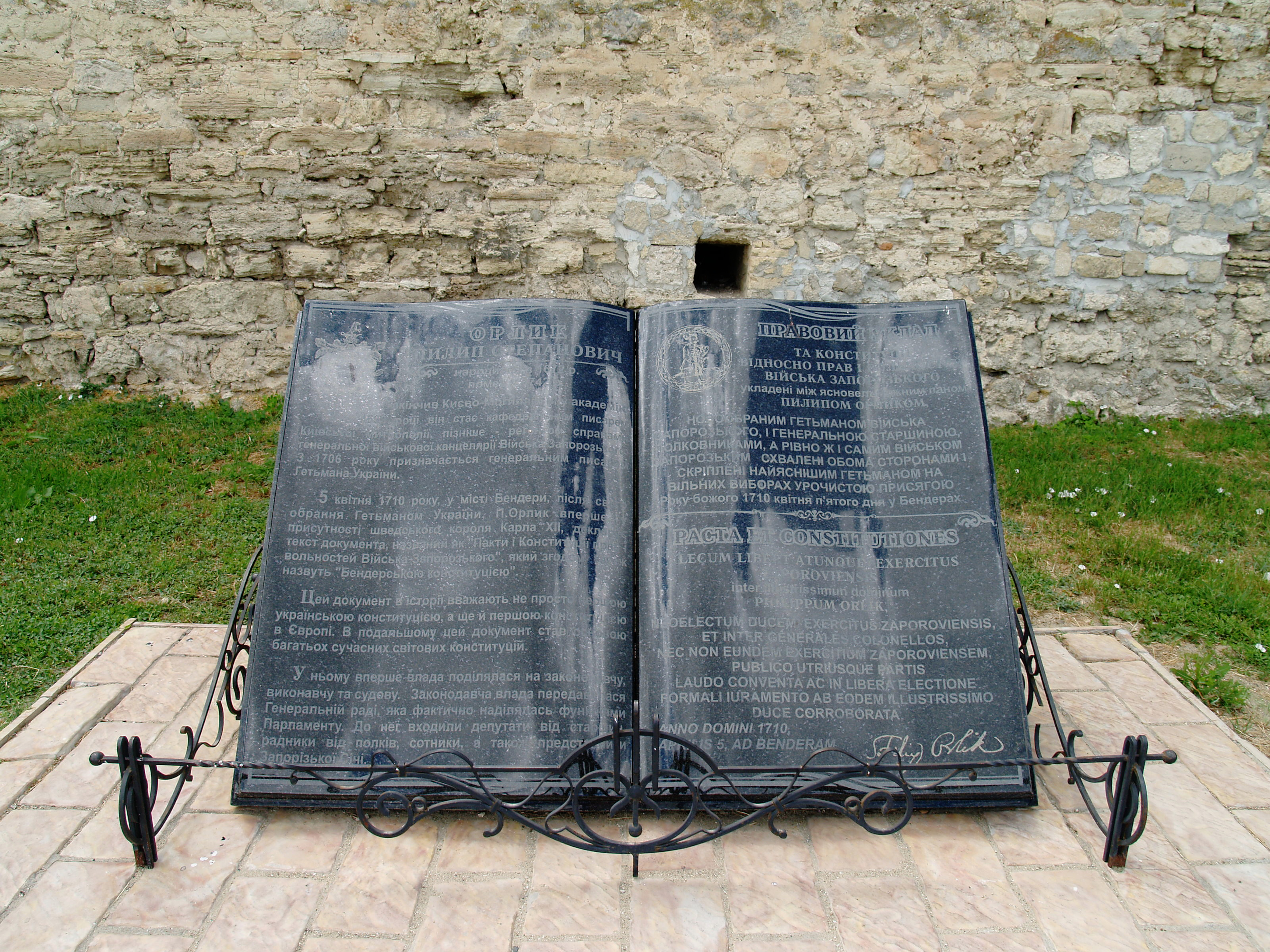
Конституція Пилипа Орлика
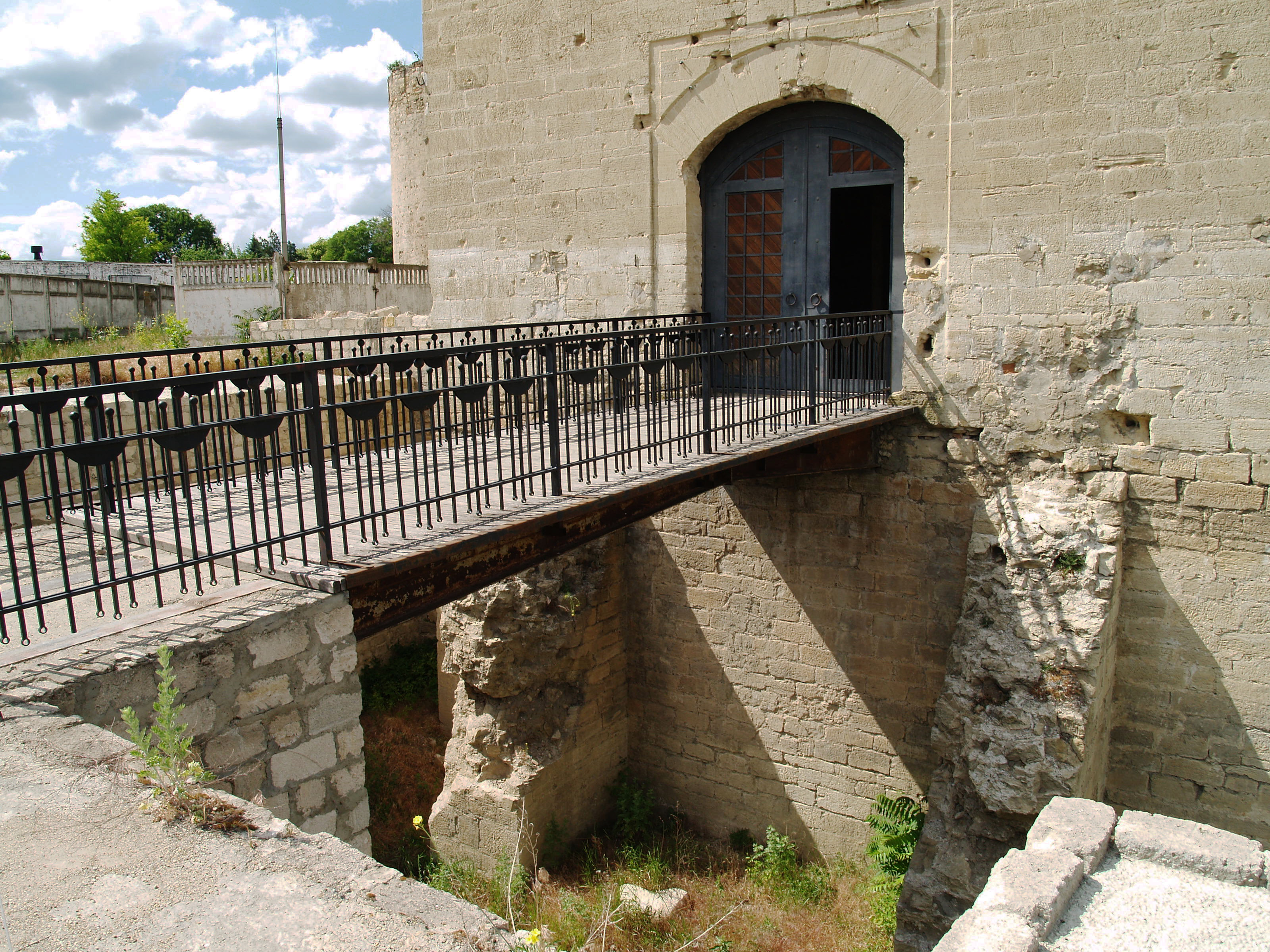
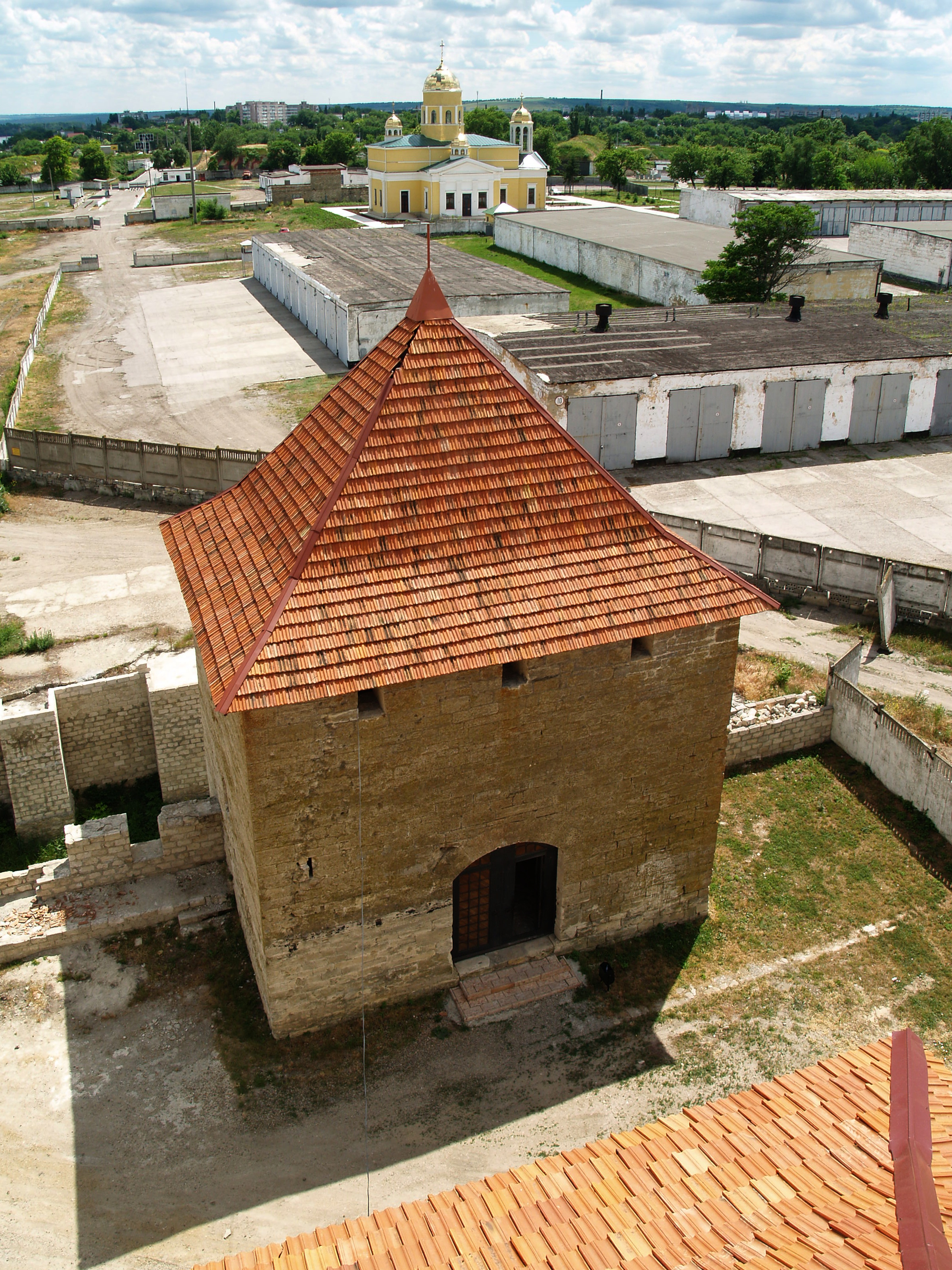
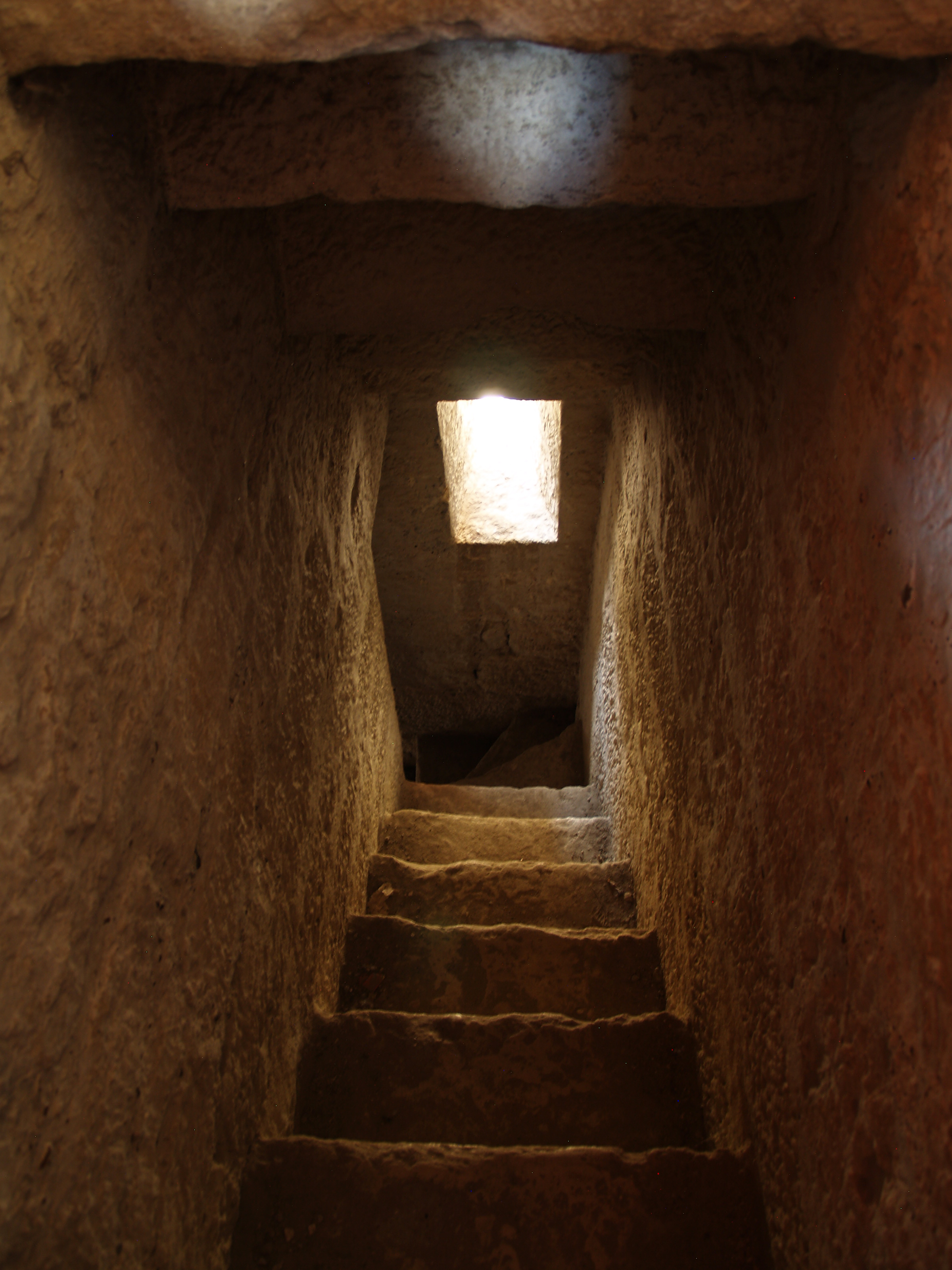
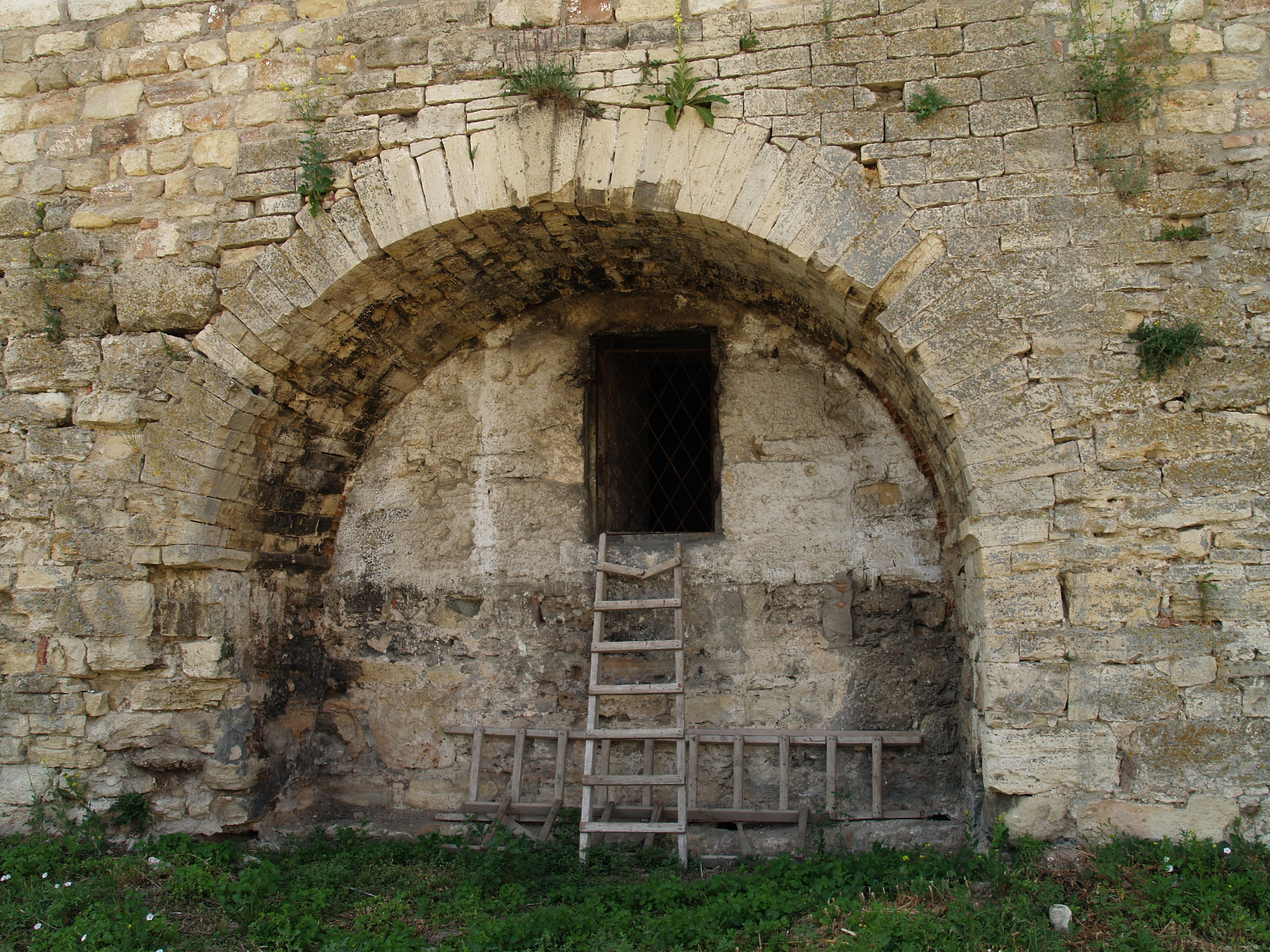
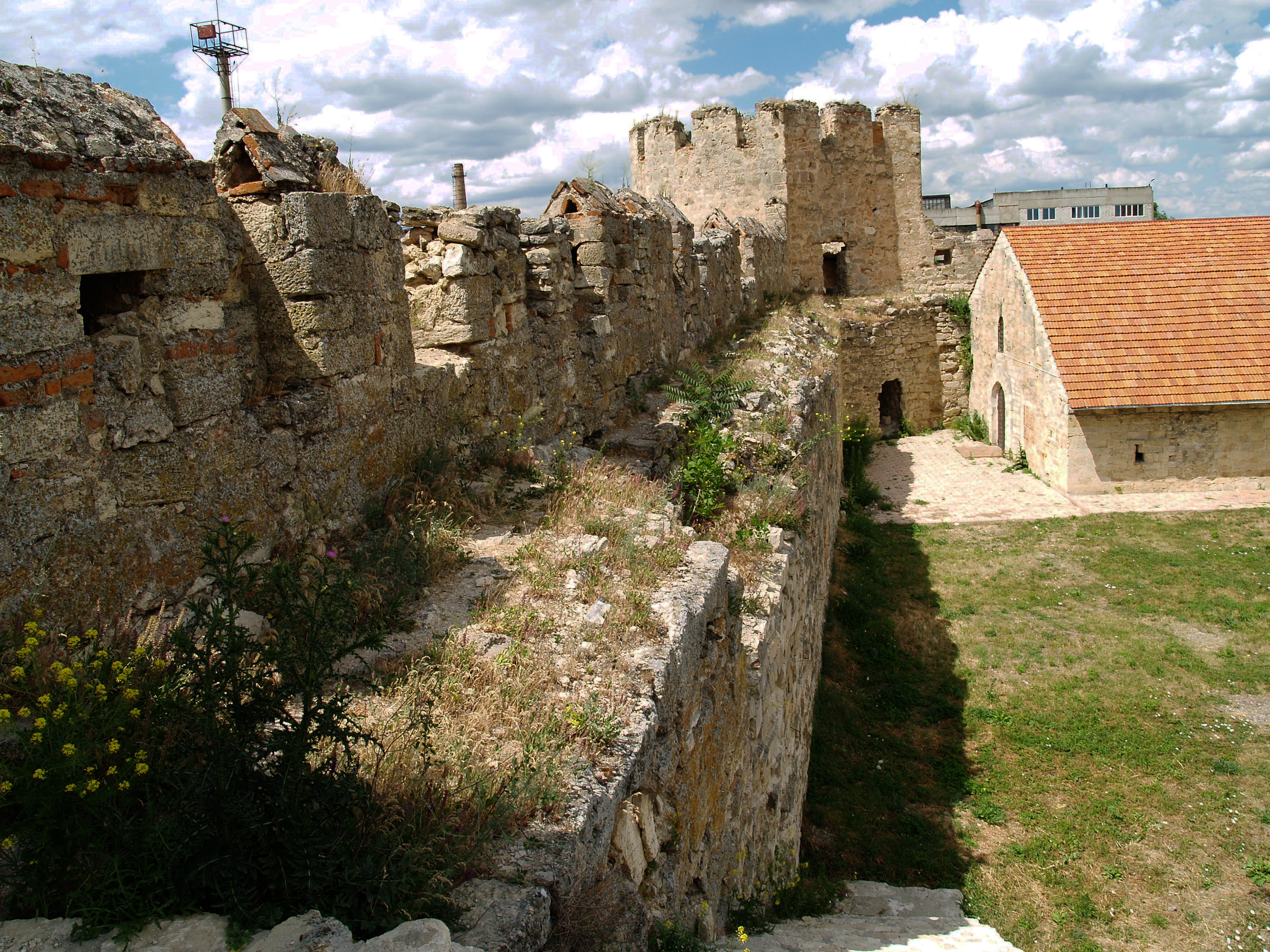
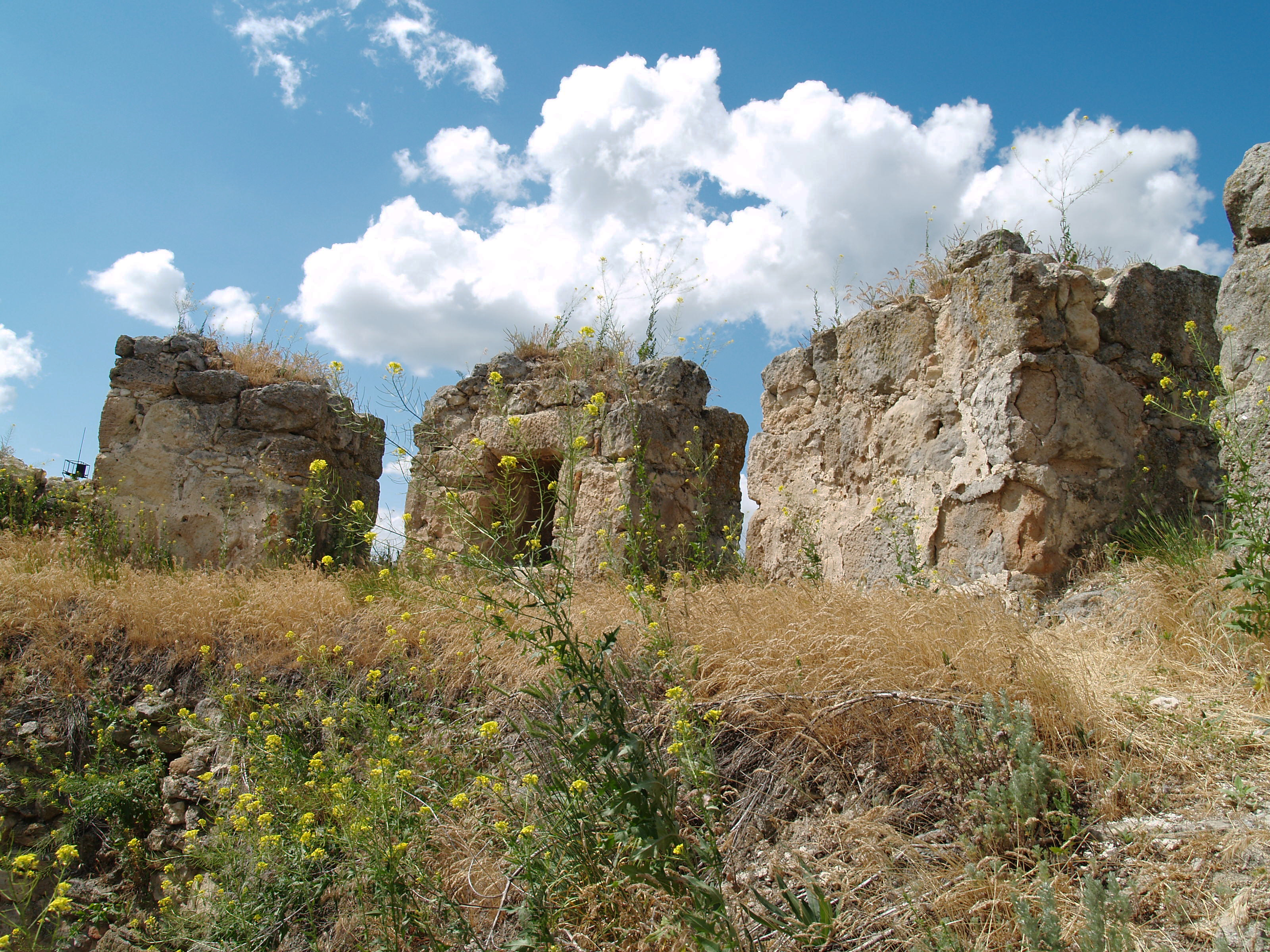
Північно-східний кут
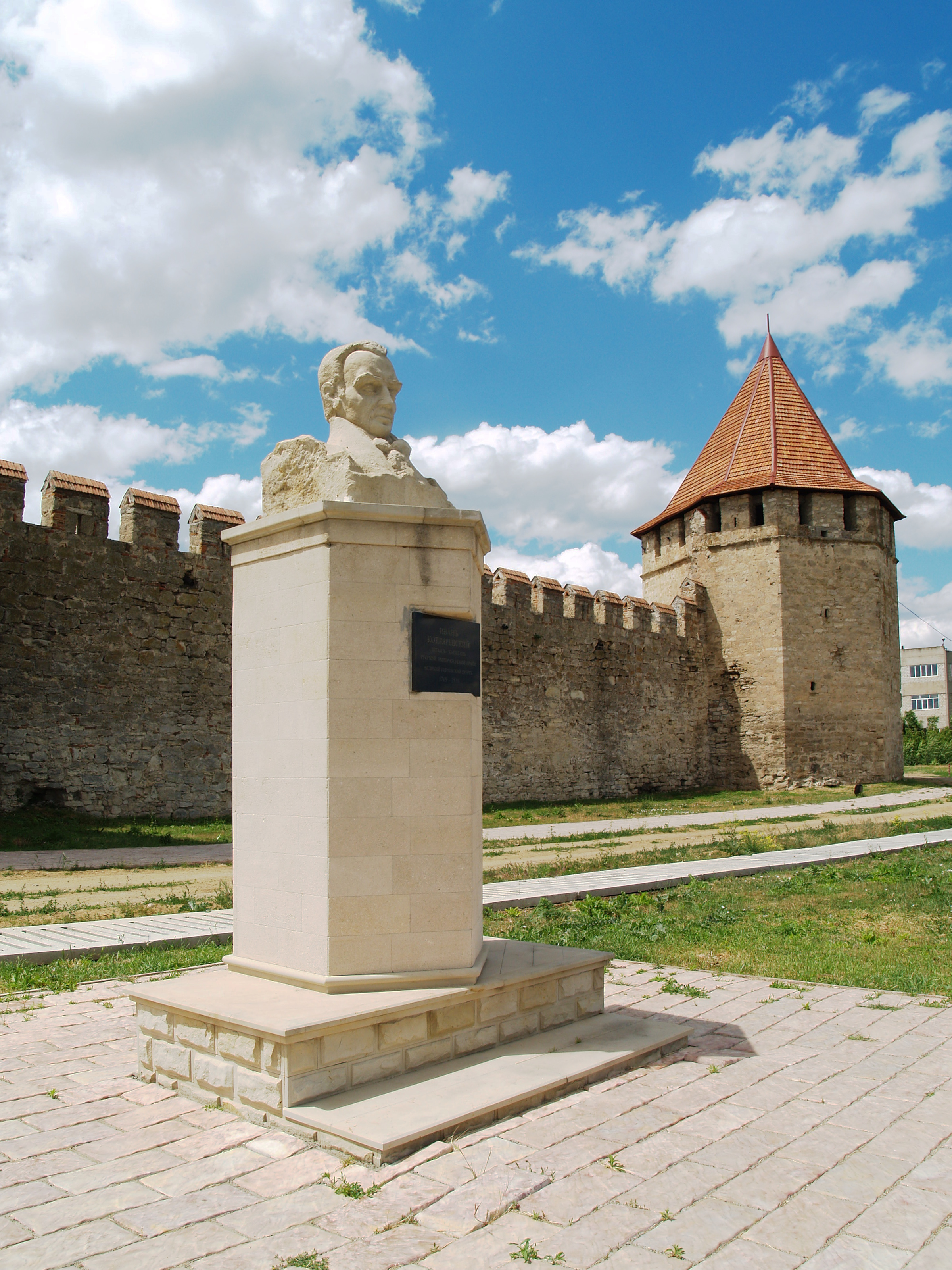
Бюст Іванові Котляревському
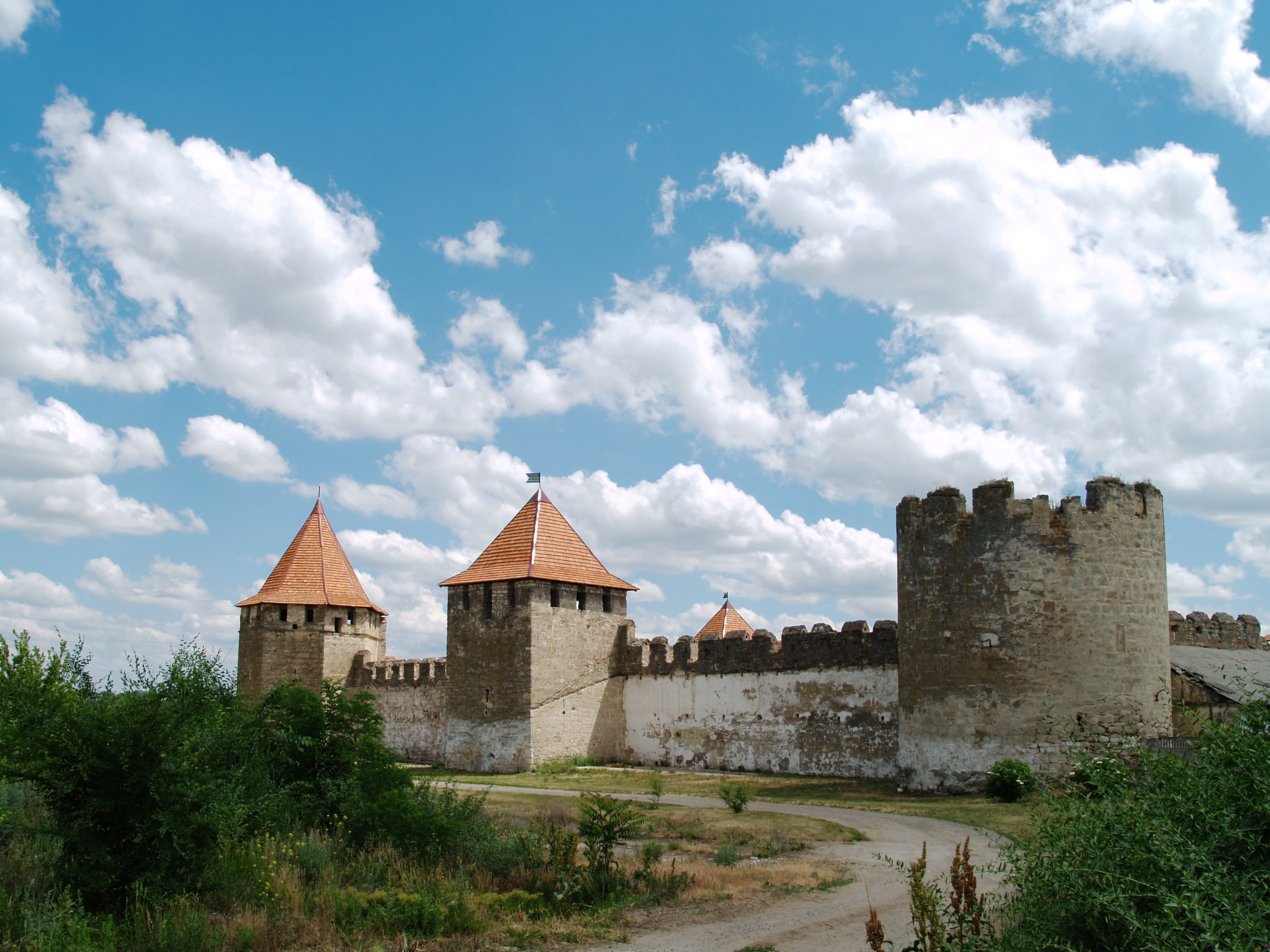
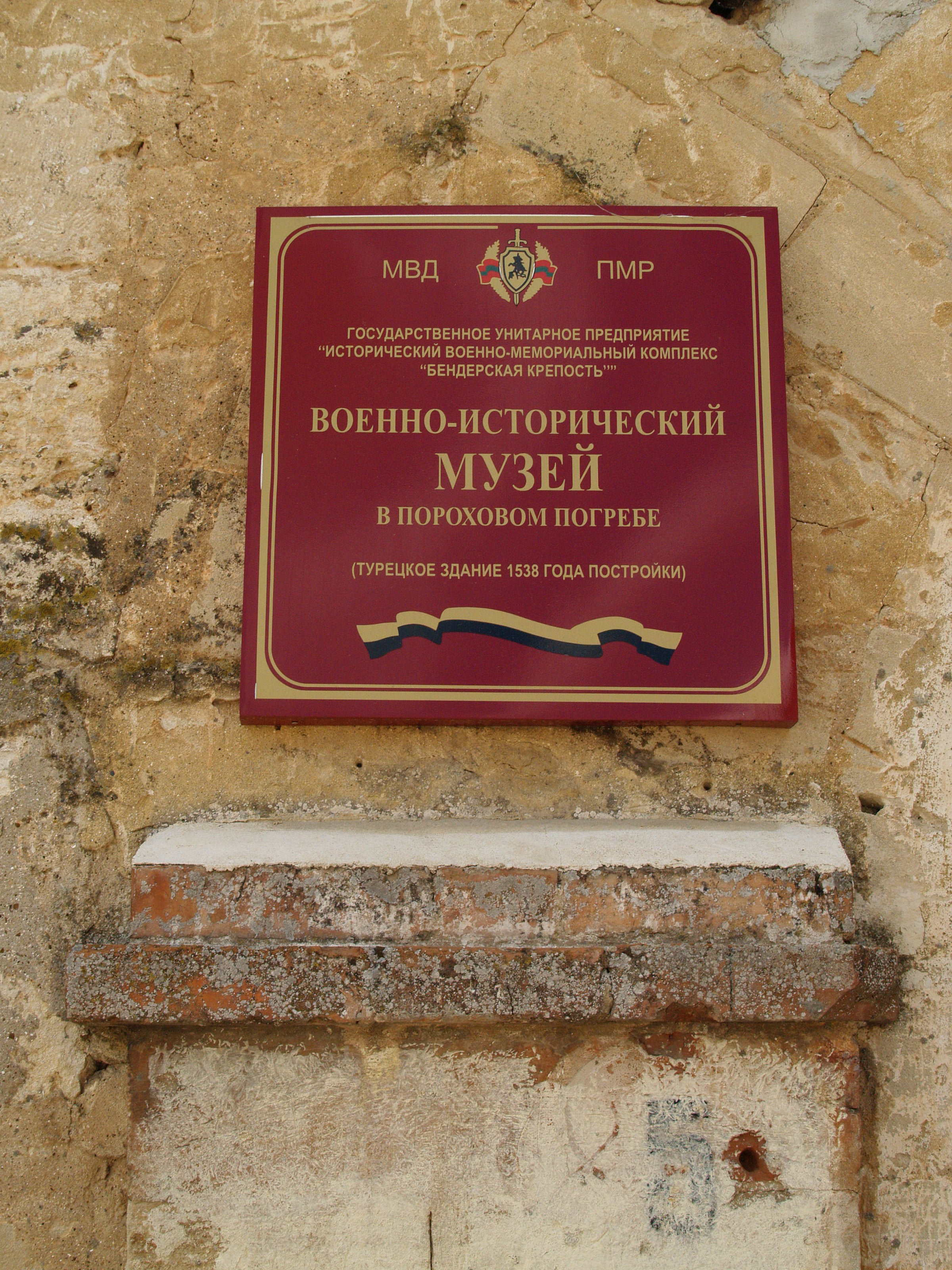
Військово-історичний музей
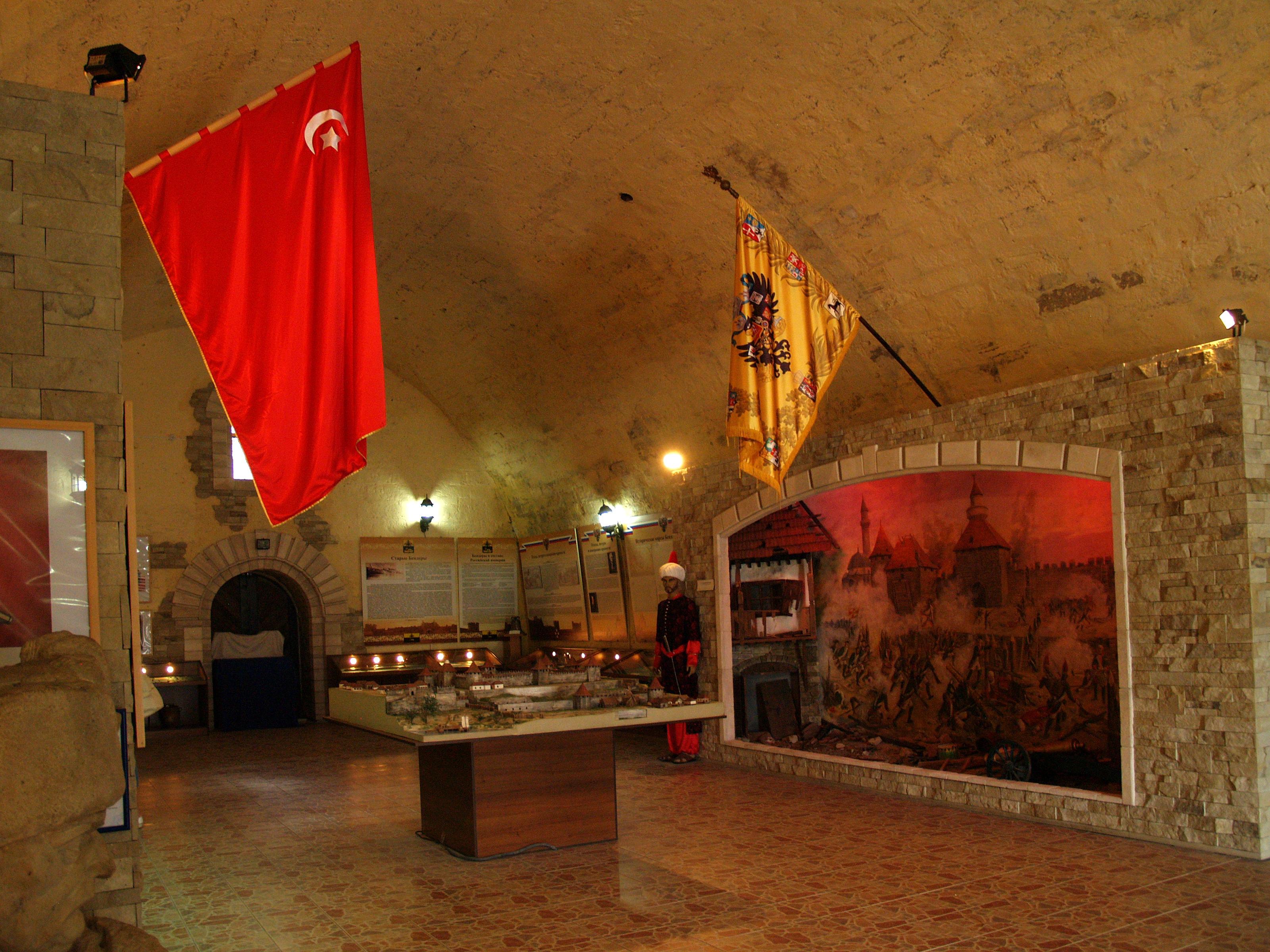
У музеї
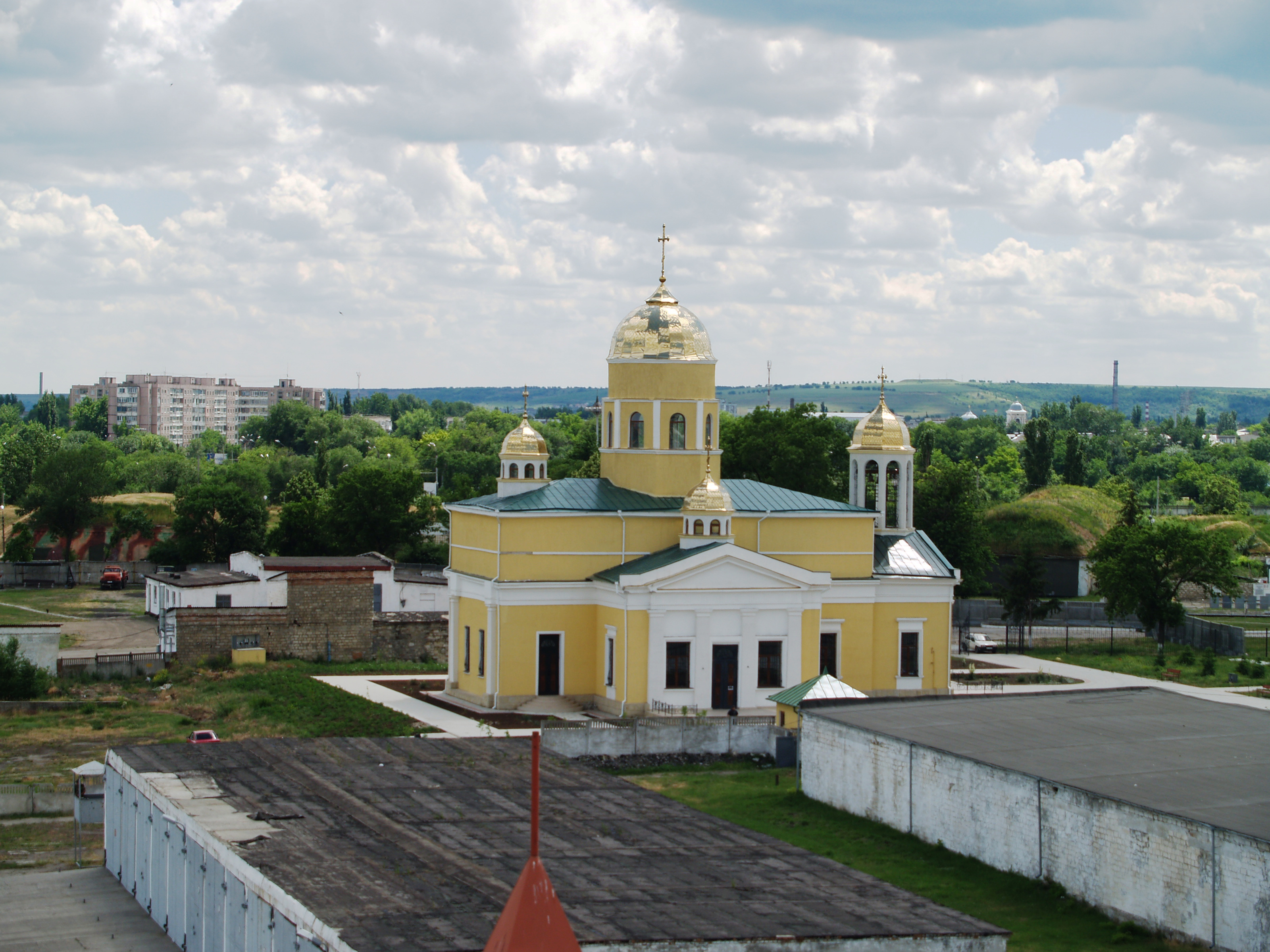
Храм Олександра Невського на території фортеці
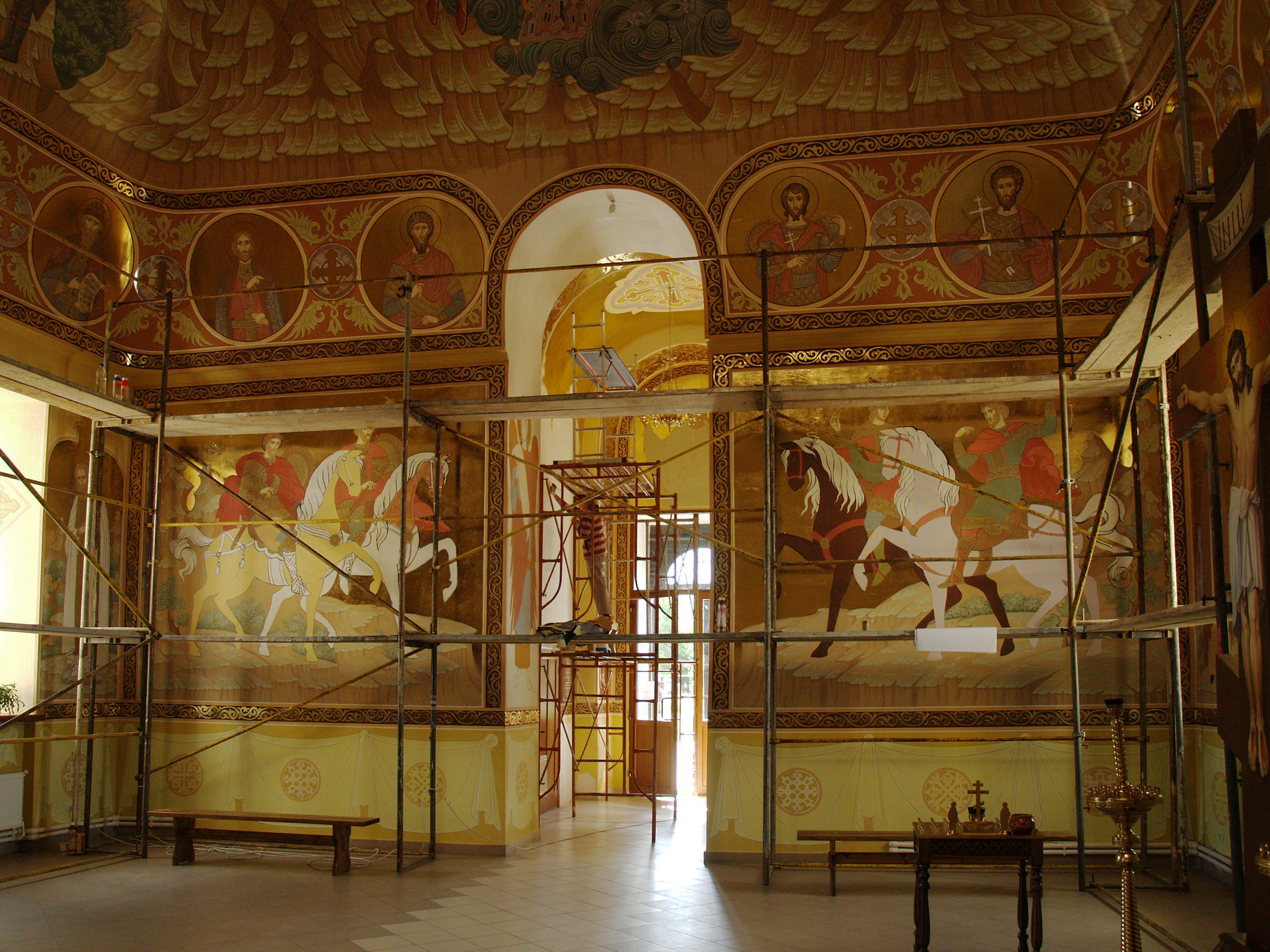
У церкві
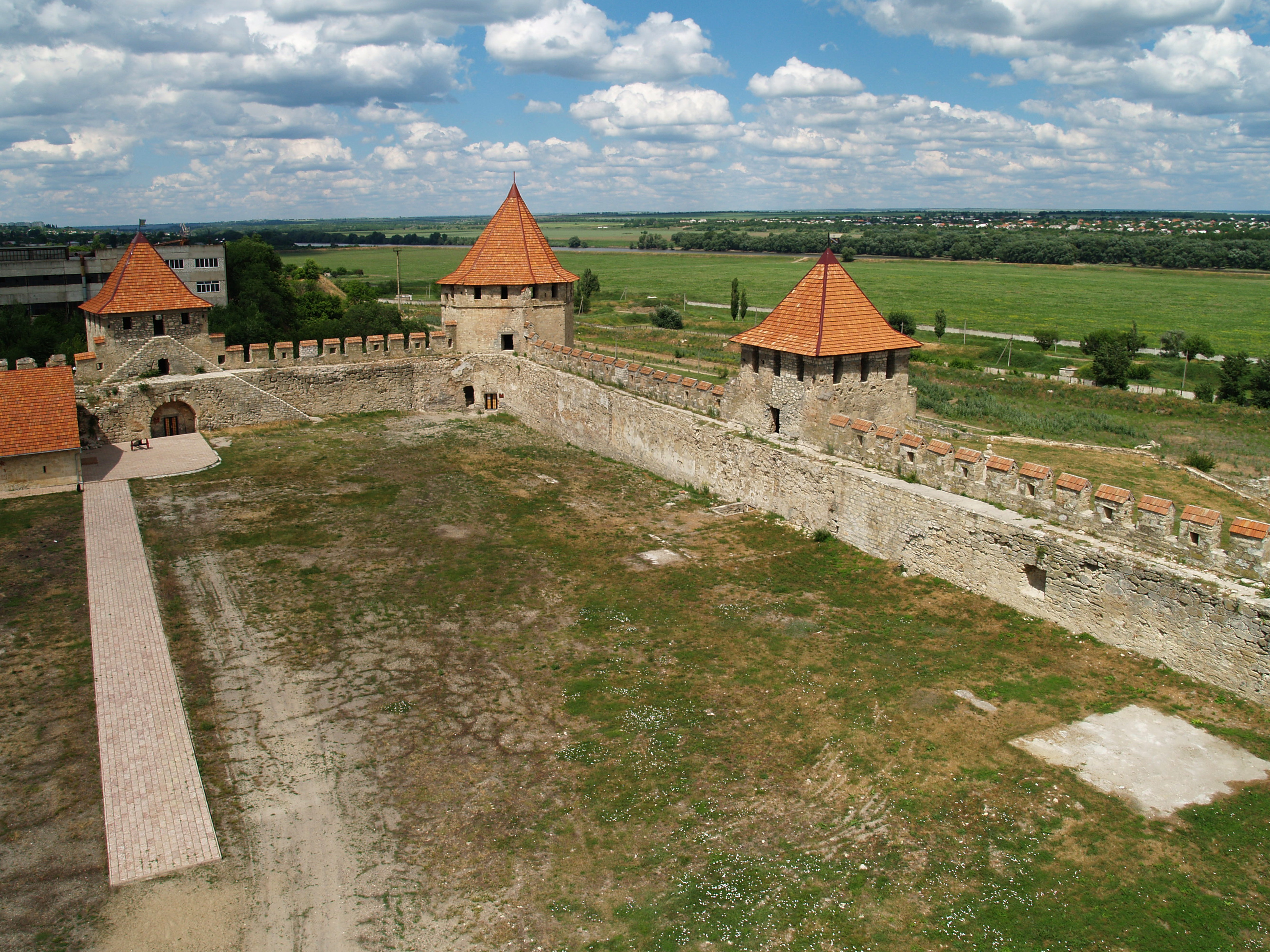
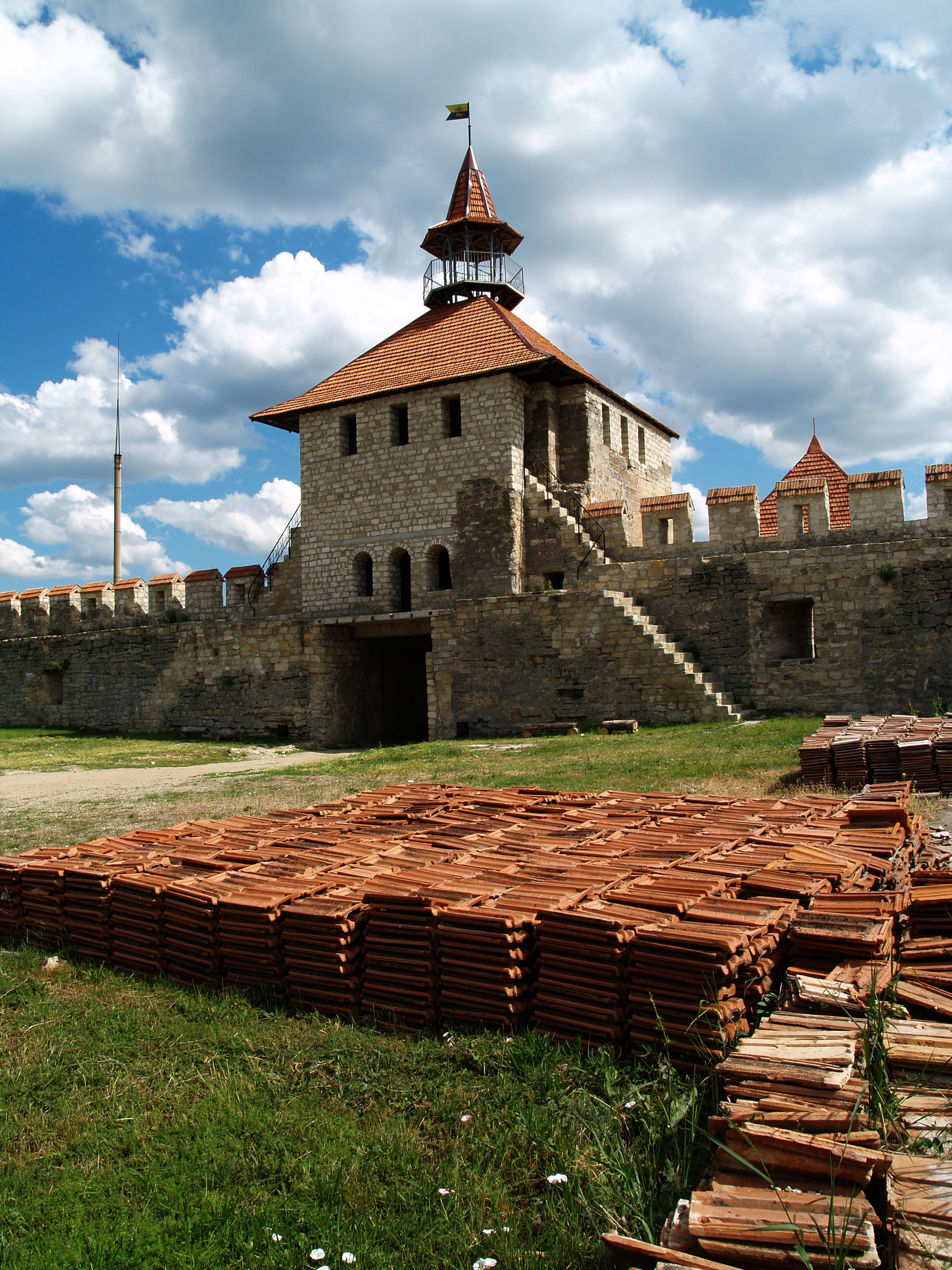